# チャールズ・タウンゼンド (第2代タウンゼンド子爵)
第2代タウンゼンド子爵チャールズ・タウンゼンド（英語: Charles Townshend, 2nd Viscount Townshend, KG PC FRS、1674年4月18日 - 1738年6月21日）は、イギリスの貴族・政治家。
貴族院議員として政界入りし、義兄ロバート・ウォルポールとともにホイッグ党の政治家として活躍。1721年にウォルポール内閣が成立するとその主要閣僚となり、1724年からは外交政策を担当したが、後に外交方針を巡って首相ウォルポールと対立し、1730年に政界を退いた。引退後は蕪（カブ）の栽培を始め農業に専念、蕪のタウンゼンド（Turnip Townshend）との異名を取りイギリス農業革命の発展に一役買った。

## 生涯

### 生い立ち
1675年4月18日、後に初代タウンゼンド子爵に叙される初代タウンゼンド男爵ホレーショ・タウンゼンドとその後妻メアリー（旧姓アッシュ）の間の長男としてノーフォークのレイナム・ホールに誕生した。洗礼にあたり、国王チャールズ2世と王弟ヨーク公ジェームズ（後の国王ジェームズ2世）が名親を務めた。
1687年12月の父の死により第2代タウンゼンド子爵の爵位を継承した。イートン・カレッジで教育を受けた後、1691年春にケンブリッジ大学キングス・カレッジに進学した。大学では学位を修得しなかった。その後グランドツアーに出て、帰国後の1697年12月3日に貴族院に初登院した。
1698年にはロートンの初代ペラム男爵トマス・ペラムの娘エリザベスと最初の結婚をした。

### 政界入りとアン女王時代

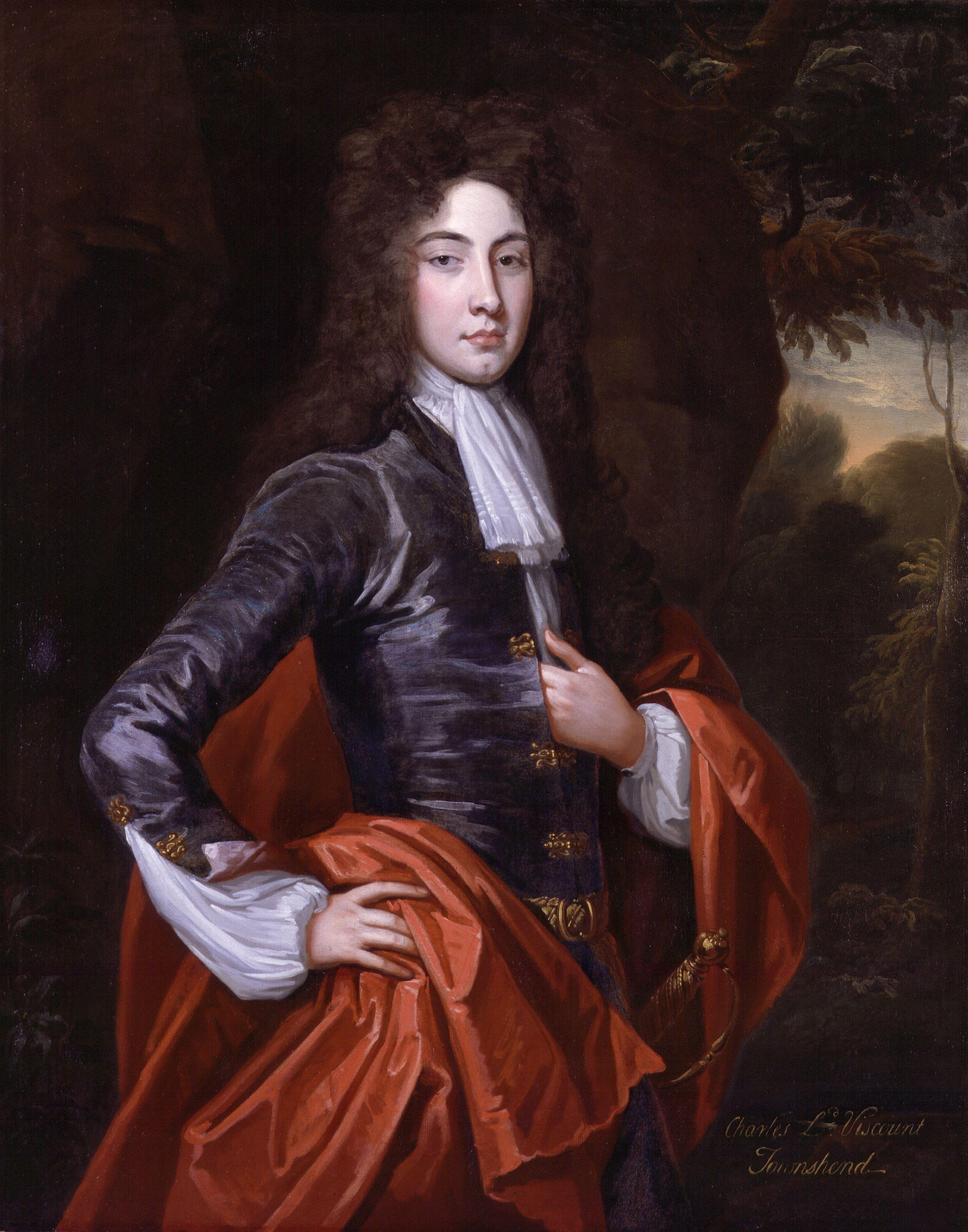
青年期のタウンゼンド卿を描いた肖像画（ゴドフリー・ネラー画）

貴族院議員として政界に入った当初はトーリー党を支持していたが、やがてホイッグ党に鞍替えして積極的に政治に関わるようになった。
1702年に即位したアン女王はホイッグ党嫌いでトーリー党中心の政権を作っていたが、1705年6月の総選挙でトーリー党・ホイッグ党の議席が伯仲した結果、ホイッグ政治家の一部を政府に登用する必要に迫られた。
タウンゼンドも1706年に王立協会フェローに選ばれ、1707年には女王親衛隊隊長となる。翌1708年には枢密顧問官に列する。1709年に駐オランダ大使に任命され、スペイン継承戦争の講和を目指してユトレヒト条約の先行交渉を行った。
しかし1710年の国教会聖職者ヘンリー・サッシェバレルの裁判の影響で民衆の非国教徒やホイッグ党への批判は高まり、逆にトーリー党が支持を集めるようになった。1710年10月の総選挙でもトーリー党が圧勝した。こうした情勢からアン女王は再びトーリー党中心の政府を構築し、ホイッグ党政治家の辞職が相次ぐようになった。
タウンゼンドも1711年にはトーリー党政権によって駐オランダ大使を解任されてイギリスへ召還された。以降再び野党政治家となり、同年にトーリー党政権が提出した便宜的国教徒禁止法案に反対した。
1711年にエリザベスと死別し、1713年には同じくトーリー党から罷免されていた庶民院ホイッグ党の政治家ロバート・ウォルポール（後の首相）の妹ドロシーと再婚した。

### ハノーヴァー朝初期
1714年にアン女王が崩御し、その又従兄のハノーファー選帝侯ゲオルク・ルートヴィヒがイギリス王ジョージ1世に即位すると賛成の意を示し、トーリー党がジョージ1世に支持されずホイッグ党の弾劾で没落すると新たに成立したホイッグ党政権に北部担当国務大臣として加わった。
しかし1715年のジャコバイト反乱の鎮圧後に政府は外交方針をめぐって分裂し始めた。ジェームズ・スタンホープと第3代サンダーランド伯爵チャールズ・スペンサーは大北方戦争でハノーファーを重視するジョージ1世の方針に従ってスウェーデンへの対抗、フランスとの連携を志向し、1715年10月にもスウェーデンに宣戦布告した。一方タウンゼンドやウォルポールはこれを「イギリスよりハノーヴァーの利益を優先させる政策」として反対した。
タウンゼンドとウォルポールはイギリスとフランスの条約締結（英仏同盟）の妨害に当たり、このため条約締結は1716年11月までずれ込んだ。ジョージ1世はこれに怒り、1716年12月にもタウンゼンドを北方担当国務大臣から罷免し、アイルランド総督に転任させ、さらに1717年4月にはアイルランド総督からも解任された（ウォルポールも一緒に辞職して下野した）。
しかし1720年に北方戦争が終結したことで外交政策上の対立は自然消滅し、タウンゼンドもウォルポールもスタンホープと和解して政権復帰することになり、タウンゼンドは枢密院議長に就任している。

### ウォルポール政権下で
1720年の南海泡沫事件で政権は動揺し、翌1721年にスタンホープが急死、サンダーランドも失脚した。タウンゼンドはスタンホープの後任として1721年2月に北方担当国務大臣に就任した。さらに4月には盟友で義兄のウォルポールがサンダーランドに代わって第一大蔵卿に就任し、事実上の首相となった。
1724年にサンダーランドの流れをくむ第2代カートレット男爵ジョン・カートレットが失脚すると代わってウォルポール政権の外交政策を担当するようになった。
外交政策では反ハプスブルク家政策を通し、四国同盟戦争が終わった1721年にフランス・スペインと同盟を結びオーストリアを牽制したが、1725年にスペインとオーストリアがウィーン条約を結ぶとプロイセン・フランスとハノーファー条約を締結、1727年にスペインがジブラルタルを包囲して小規模な戦争が発生したが、平和政策を取るウォルポールが次第に外交に関わるようになると外交を巡って対立、1729年にセビリア条約でスペインとの戦争が終結すると不満を表して翌1730年に辞任した。ウォルポールは1731年に神聖ローマ皇帝カール6世の国事詔書を承認してオーストリアとウィーン条約を結び、以後はオーストリアとの協調関係がイギリスの基本政策となる。

### 退任後
辞任後は故郷のレイナム・ホールで隠遁生活を送った。所領の農業改良に専念し、蕪を始め様々な野菜を栽培、ノーフォーク農法を取り入れて生産向上に努力した姿勢から「蕪のタウンゼンド（"Turnip" townshend）」と呼ばれ、イギリス農業革命の発展に一役買った。
1738年6月21日に64歳で死去。息子のチャールズ・タウンゼンドが爵位を継いだ。同名の孫チャールズ・タウンゼンドは財務大臣となりタウンゼンド諸法を推進してアメリカ独立のきっかけを作り、もう1人の孫チャールズ・コーンウォリスはイギリス軍人としてアメリカ独立戦争を戦い抜いた。

## 栄典

### 爵位/準男爵位
1687年12月の父の死により以下の爵位・準男爵位を継承した。
- ノーフォーク州におけるレイナムの第2代タウンゼンド子爵 (2nd Viscount Townshend, of Raynham in the County of Norfolk)

(1682年12月11日の勅許状によるイングランド貴族爵位)
- ノーフォーク州におけるリン・レジスの第2代タウンゼンド男爵 (2nd Baron Townshend, of Lynn Regis in the County of Norfolk)

(1661年4月20日の勅許状によるイングランド貴族爵位)
- (ノーフォーク州におけるレイナムの)第4代準男爵 (4th Baronet, "of Raynham, in the County of Norfolk")

(1617年4月16日の勅許状によるイングランド準男爵位)

### 勲章
- 1724年4月9日、ガーター騎士団(勲章)ナイト(KG)[1][23]

### その他名誉職
- 1701年 – 1713年、1714年 – 1730年、ノーフォーク統監（英語版）[1]
- 1706年4月3日、王立協会フェロー(FRS)[7]
- 1707年11月20日、1708年8月18日、枢密顧問官(PC)[2]
- 1723年10月31日、チャーターハウス理事[24]

## 家族

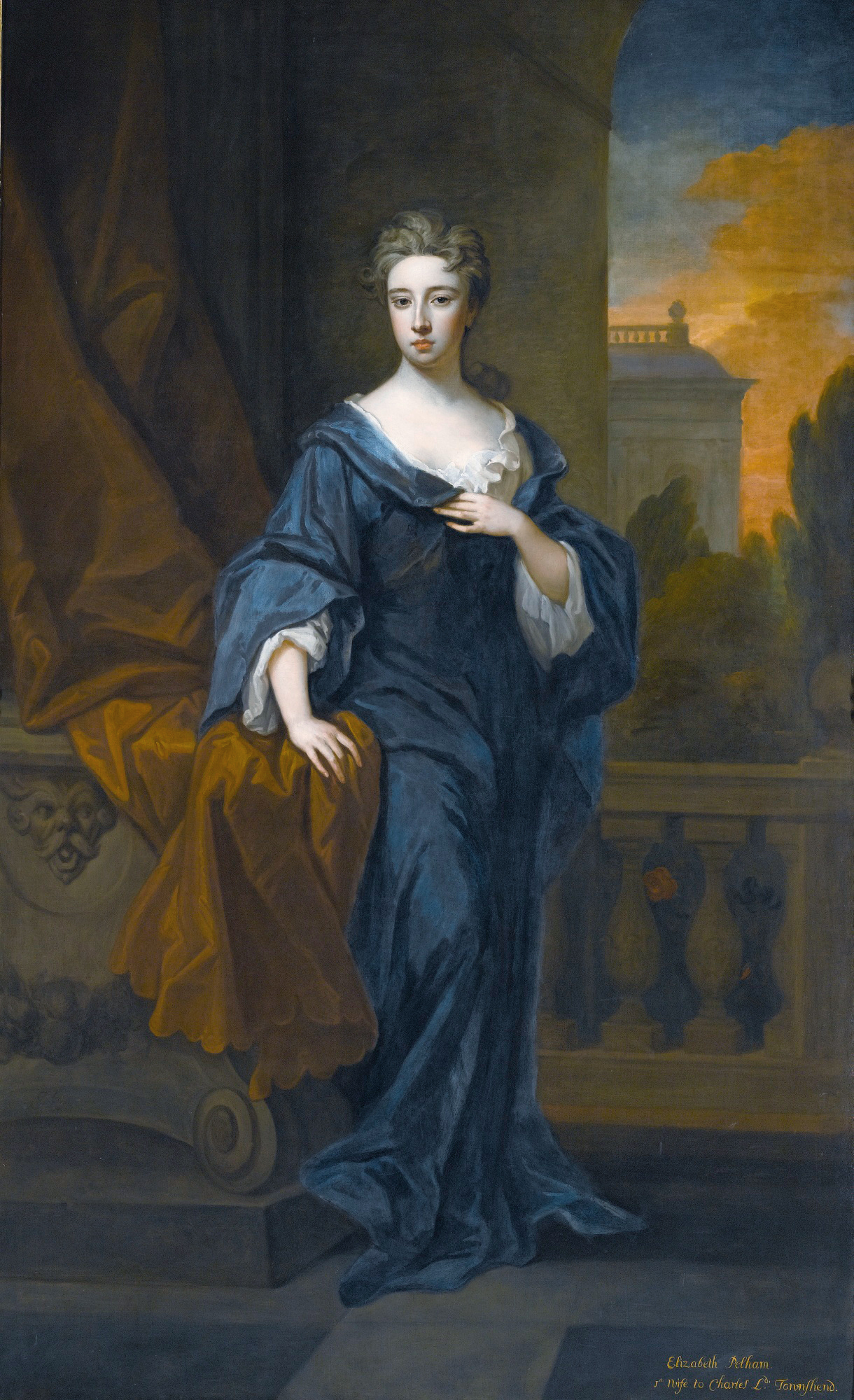
1人目の妻エリザベス・ペラム。ゴドフリー・ネラー画、1690年代末。

1698年にロートンの初代ペラム男爵トマス・ペラムの娘（初代ニューカッスル公爵トマス・ペラム＝ホリスとヘンリー・ペラム兄弟の姉）エリザベス・ペラム（1711年5月11日没）と最初の結婚をし、彼女との間に以下の5子を儲けた。
- エリザベス（1785年12月1日没） - 1722年11月28日、初代コーンウォリス伯爵チャールズ・コーンウォリスと結婚、子供あり。初代コーンウォリス侯爵チャールズ・コーンウォリスの母[1]
- チャールズ・タウンゼンド（1700年 – 1764年） - 第3代タウンゼンド子爵位を継承。財務大臣チャールズ・タウンゼンドの父[1]
- トマス・タウンゼンド（1701年 – 1780年） - 庶民院議員。1730年5月2日、アルビニア・セルウィン（Albinia Selwyn、1739年9月7日没、ジョン・セルウィンの娘）と結婚、子供あり。初代シドニー子爵トマス・タウンゼンドの父[1]
- ウィリアム・タウンゼンド（1702年 – 1738年） - 庶民院議員。1725年5月29日、ヘンリエッタ・ポーレット（Henrietta Powlett、1755年没、ウィリアム・ポーレット卿（英語版）の娘）と結婚、子供あり。初代ベイニング男爵チャールズ・タウンゼンド（英語版）の父[1]
- ロジャー・タウンゼンド（英語版）（1708年 – 1760年） - 陸軍軍人、生涯未婚[25]

1713年にロバート・ウォルポールの妹ドロシー・タウンゼンド（1686年 - 1726年）と結婚し、彼女との間に以下の6人の子を儲けた。
- ドロシー・タウンゼンド - 1743年5月19日、スペンサー・クーパー（英語版）（1774年3月25日没、初代クーパー伯爵ウィリアム・クーパー（英語版）の息子）と結婚[1]
- メアリー・タウンゼンド - 初代コーンウォリス伯爵の弟エドワード・コーンウォリス（英語版）と結婚[1]
- ジョージ・タウンゼンド（英語版）（1715年 – 1769年） - 海軍提督[1]
- オーガスタス（1716年10月24日洗礼 – 1746年）[25]
- ホレイショ（Horatio、1764年2月没） - 生涯未婚[25]
- エドワード・タウンゼンド（英語版）（1719年 – 1765年） - 1747年5月11日、メアリー・プリース（Mary Price、1816年2月21日没）と結婚、子供あり[1]